# John Cunniff
John Paul Cunniff (* 9. Juli 1944 in South Boston, Massachusetts; † 9. Mai 2002 in Albany, New York) war ein US-amerikanischer Eishockeyspieler und -trainer. Während seiner aktiven Karriere bestritt der linke Flügelstürmer unter anderem 83 Partien für die New England Whalers und Nordiques de Québec in der World Hockey Association, wobei er mit den Whalers 1973 die Playoffs um die Avco World Trophy gewann. Überwiegend stand er jedoch in Minor Leagues auf dem Eis und vertrat die Nationalmannschaft der USA bei den Olympischen Winterspielen 1968.
Als Cheftrainer betreute er jeweils kurzzeitig die Hartford Whalers und New Jersey Devils in der National Hockey League, war jedoch überwiegend für die A-Nationalmannschaft der USA tätig und nahm als deren Assistenztrainer an drei weiteren Olympischen Spielen teil. 2002 errang er mit dem Team dabei die Silbermedaille, bevor er wenig später an einer Krebserkrankung verstarb. 2003 ehrte man ihn postum mit der Aufnahme in die United States Hockey Hall of Fame.

## Karriere

### Als Spieler
John Cunniff begann seine Karriere in seiner Heimat am Boston College, wo er für die Eagles in der ECAC auflief, einer Liga im Spielbetrieb der National Collegiate Athletic Association (NCAA). Nachdem er als Freshman bereits als Rookie des Jahres geehrt wurde, steigerte er seine persönliche Statistik im Folgejahr auf über zwei Scorerpunkte pro Spiel und wurde daher auch als Spieler des Jahres geehrt. Ferner fand er in beiden Saisons im ECAC First All-Star Team Berücksichtigung. Seine Leistungen im Collegebereich führten dazu, dass der Flügelstürmer in die Nationalmannschaft der USA berufen wurde und für das Team zwischen 1966 und 1968 regelmäßig auflief. Nachdem er mit ihr bei der Weltmeisterschaft 1967 den fünften Platz belegt hatte, war er auch Teil der olympischen Auswahl, die bei den Winterspielen 1968 im französischen Grenoble den sechsten Rang erreichte.
Anschließend wechselte Cunniff in den Profibereich, indem er sich den Fort Worth Wings aus der Central (Professional) Hockey League anschloss. Von dort zog es ihn zur Saison 1969/70 in die American Hockey League (AHL), eine weitere Minor League, in der er in den folgenden drei Spielzeiten für die Cleveland Barons, Baltimore Clippers und Rochester Americans auflief. Nachdem der Angreifer seine Scorerfähigkeiten dort mit jeweils über 40 Punkten unter Beweis gestellt hatte, verpflichteten ihn die New England Whalers aus der neu gegründeten World Hockey Association (WHA). Mit den Whalers gewann er in der Debütsaison der Liga, die als Konkurrenz zur traditionsreichen National Hockey League (NHL) etabliert werden sollte, prompt die Playoffs um die Avco World Trophy. Bereits im Folgejahr wurde der US-Amerikaner jedoch wieder überwiegend in der AHL bei den Jacksonville Barons eingesetzt.
1974 wechselte Cunniff in die ebenfalls erst kürzlich ins Leben gerufene North American Hockey League (NAHL), in der er in den folgenden drei Jahren über 200 Partien für die Cape Cod Codders und Maine Nordiques bestritt. Darüber hinaus kehrte in diesem Zeitraum für die Weltmeisterschaft 1975 zur Nationalmannschaft zurück, mit der er alle zehn Spiele verlor und somit den sechsten und letzten Rang belegte, und stand in zwei weiteren Partien für die Nordiques de Québec in der WHA auf dem Eis. Anschließend ließ er seine Karriere bei den Cape Cod Freedom bzw. Richmond Rifles in der Northeastern/Eastern Hockey League sowie bei den Springfield Indians in der AHL ausklingen.

### Als Trainer und Funktionär
Nachdem Cunniff in den Saisons 1975/76 und 1978/79 bei den Cape Cod Codders bzw. bei den Cape Cod Freedom bereits als Spielertrainer aktiv war, nahm er nach dem Ende seiner aktiven Karriere als Assistenztrainer der US-amerikanischen Nationalmannschaft am Canada Cup 1981 teil. Anschließend kehrte er zur Saison 1981/82 ins Franchise der New England Whalers zurück, das seit 1979 als Hartford Whalers firmierte. Bei diesen wurde er als Assistent von Cheftrainer Larry Pleau angestellt, während ihm damit verbunden erstmals der Sprung in die NHL gelang. Zur folgenden Spielzeit 1982/83 übernahm der US-Amerikaner deren Farmteam, die Binghamton Whalers aus der AHL, als Cheftrainer, ersetzte jedoch noch im Laufe des Jahres Larry Kish als Headcoach in Hartford. Seine erste NHL-Cheftrainerposition bekleidete Cunniff jedoch nur bis zum Saisonende, ehe er nach Binghamton zurückkehrte, wo er bis zum Ende der Spielzeit 1983/84 aktiv war.
Nach einem Hiatus wechselte er zur Saison 1986/87 zu den Boston Bruins, bei denen er als Assistent von Butch Goring bzw. in der Folge von Terry O’Reilly fungierte. 1989 wurde er samt O’Reilly entlassen und schloss sich in gleicher Funktion den New Jersey Devils an, bei denen er wenig später seine zweite NHL-Cheftrainerposition bekleiden sollte, als er Jim Schoenfeld beerbte. Er führte die Devils in die Playoffs, scheiterte jedoch in der ersten Runde und wurde bereits im Laufe der anschließenden Spielzeit durch Tom McVie ersetzt.
Anschließend kehrte Cunniff für mehrere Jahre in die Ränge der Nationalmannschaft der USA zurück und begleitete in dieser Zeit die Herren- wie auch die U20-Auswahl bei zahlreichen internationalen Turnieren. Dabei errang er die Bronzemedaille bei der Junioren-Weltmeisterschaft 1992 sowie mit der A-Nationalmannschaft die Goldmedaille beim World Cup of Hockey 1996, mit der er auch an den Olympischen Winterspielen 1994 teilnahm. Wenig später kehrte er in die Organisation der New Jersey Devils zurück, führte deren Farmteam, die Albany Devils, als Cheftrainer an fungierte 2001/02 kurzzeitig als Scout und Assistenztrainer der Devils in der NHL. Zugleich betreute er das Team USA 1998 und 2002 bei zwei weiteren Olympischen Spielen als Assistenztrainer, wobei die Mannschaft im Jahre 2002 die Silbermedaille gewann. Anschließend zog er sich aus dem professionellen Eishockeysport zurück.
John Cunniff verstarb am 9. Mai 2002 im Alter von 57 Jahren an Rachenkrebs (throat cancer). Im Folgejahr wurde er postum mit der Aufnahme in die United States Hockey Hall of Fame geehrt.

## Erfolge und Auszeichnungen
| Als Spieler - 1964 ECAC-Rookie des Jahres - 1964 ECAC First All-Star Team - 1965 ECAC-Spieler des Jahres - 1965 ECAC First All-Star Team - 1973 Avco-World-Trophy-Gewinn mit den New England Whalers | Als Trainer - 1992 Bronzemedaille bei der Junioren-Weltmeisterschaft (als Assistenztrainer) - 1996 Goldmedaille beim World Cup of Hockey (als Assistenztrainer) - 2002 Silbermedaille bei den Olympischen Winterspielen (als Assistenztrainer) - 2003 Aufnahme in die United States Hockey Hall of Fame |

## Karrierestatistik

### Als Spieler

#### International
Vertrat die USA bei:
- Weltmeisterschaft 1967
- Olympischen Winterspielen 1968
- Weltmeisterschaft 1975

(Legende zur Spielerstatistik: Sp oder GP = absolvierte Spiele; T oder G = erzielte Tore; V oder A = erzielte Assists; Pkt oder Pts = erzielte Scorerpunkte; SM oder PIM = erhaltene Strafminuten; +/− = Plus/Minus-Bilanz; PP = erzielte Überzahltore; SH = erzielte Unterzahltore; GW = erzielte Siegtore; 1 Play-downs/Relegation; Kursiv: Statistik nicht vollständig)

### NHL-Trainerstatistik
(Legende zur Trainerstatistik: Sp oder GC = Spiele insgesamt; W oder S = erzielte Siege; L oder N = erzielte Niederlagen; T oder U = erzielte Unentschieden; OTL oder OTN = erzielte Niederlagen nach Overtime oder Shootout; Pts oder Pkt = erzielte Punkte; Pts% oder Pkt% = Punktquote; Win% = Siegquote; Resultat = erreichte Runde in den Play-offs)

## Familie
Sein Sohn David Cunniff war bzw. ist ebenfalls als Spieler und Trainer im Eishockeysport tätig.